# Feldfebel
Feldfebel (niem. Feldwebel; w formacjach Waffen SS Oberscharführer) – niemiecki podoficerski stopień wojskowy, odpowiednik polskiego sierżanta (wachmistrza, ogniomistrza). Stopień w dawnym wojsku polskim.
Stopień też występował w armii rosyjskiej (ros. фельдфебель) od reform Piotra I w 1722 do 1917.
Etymologia – niem. Feldwebel „feldfebel” - Feld „pole”; Weibel „woźny sądowy”.

## Oznaczenie
W Armii Księstwa Warszawskiego oznaką stopnia były 2 galony złote.
W Legionach Polskich we Włoszech oznaką stopnia były 2 galony podszyte kolorem wyłogów.
W wojsku polskim w okresie Sejmu Wielkiego i w wojsku Kościuszki oznaką stopnia były 3 galony na mankietach i 3 galony na kołnierzu.